# Parachernes floridae
Parachernes floridae är en spindeldjursart som först beskrevs av Luigi Balzan 1892.  Parachernes floridae ingår i släktet Parachernes och familjen blindklokrypare. Inga underarter finns listade i Catalogue of Life.